# Noordelijke kokako
De noordelijke kokako (Callaeas wilsoni) is een zangvogel uit de familie Callaeidae (Nieuw-Zeelandse lelvogels). Deze vogel is genoemd naar de Amerikaanse natuuronderzoeker Thomas Bellerby Wilson (1807-1865).

## Kenmerken
De vogel is gemiddeld 38 cm lang en weegt 200 tot 250 gram, de vrouwtjes zijn gemiddeld 15 gram lichter dan het mannetje. De vogel is overwegend blauwgrijs, met rond het oog een donker, bijna zwart masker. Verder een lel die onder de snavel zit, die vooral in de broedtijd opvalt, want dan opzwelt en kobaltkleurig blauw is. De snavel is breed en iets naar beneden gebogen en zwart van kleur. De poten zijn vrij lang en ook zwart. De kokako heeft ronde vleugels en een vrij lange, afgeronde staart.
De noordelijke kokako lijkt sterk op de zuidelijke en werd eerder beschouwd een ondersoort C. cinereus wilsoni. De zuidelijke kokako heeft een oranje lel en nog een paar kleine verschillen. Deze soort is waarschijnlijk uitgestorven.

## Verspreiding en leefgebied
Deze soort is endemisch in Nieuw-Zeeland op het Noordereiland. Vroeger was het een algemene vogel in de bossen van het Noordereiland, maar nu zijn er nog zeven gebieden waar de vogel overleeft waaronder het Nationaal park Te Urewera. Het leefgebied bestaat uit Podocarpus hardhoutbossen met een gevarieerde ondergroei. Deze bossen komen voor in het laagland en tot op 900 m boven zeeniveau.

## Status
De noordelijke kokako heeft een klein en versnipperd verspreidingsgebied en daardoor blijft er de kans op uitsterven. De vogel werd tot het einde van de 20ste eeuw bedreigd door aantasting en versnippering van het leefgebied en verder had de vogel sterk te lijden van ingevoerde zoogdieren zoals ratten, huiskatten, hermelijn, maar ook van begrazing door geiten die de ondergroei in bossen aantastten. De grootte van de populatie werd in 2008 geschat op 769 broedparen. Dankzij intensief beheer, waarbij schadelijke (ingevoerde) diersoorten worden bestreden, gaat de populatie nu in aantal vooruit. In 2022 was de populatie toegenomen tot 2079 broedparen. Maar de soort is dus sterk afhankelijk van het intensieve beheer. Om deze redenen staat de noordelijke kokako als niet bedreigd op de Rode Lijst van de IUCN.